# Carmen Hernández
Carmen Hernández (Ólvega, Soria, 24 de novembre de 1930 - Madrid, 19 de juliol de 2016), llicenciada en química, fou fundadora junt amb Kiko Argüello del Camí Neocatecumenal, itinerari de formació catòlica i d'evangelització.
Carmen Hernández, després del recorregut universitari, va escoltar la crida a la missió de l'Església Catòlica i es va retirar a l'Institut de Missioneres de Crist Jesús, on va aprendre l'esperit missioner. És doctora en teologia.

## Labor catequètica
Els anys 60, sota la influència del Concili Vaticà II, emprèn un camí personal entre els pobres i els marginats. Junt amb Kiko Argüello, després d'un període d'assistència als pobres de les xaboles als suburbis de Madrid, dona vida a una experiència d'evangelització que prendrà, els anys 70, el nom de Camí Neocatecumenal. Els primers nuclis d'aquest camí es van formar entorn de Madrid. Gradualment es van estendre a quasi tot el món. Actualment està present en més de 900 diòcesis del món, amb unes 17.000 comunitats en 6.000 parròquies.
En l'àmbit del Camí neocatecumenal, el paper d'Hernández representa l'ànima més mística i influenciada per la impostació teològica.